# Islam in Griekenland

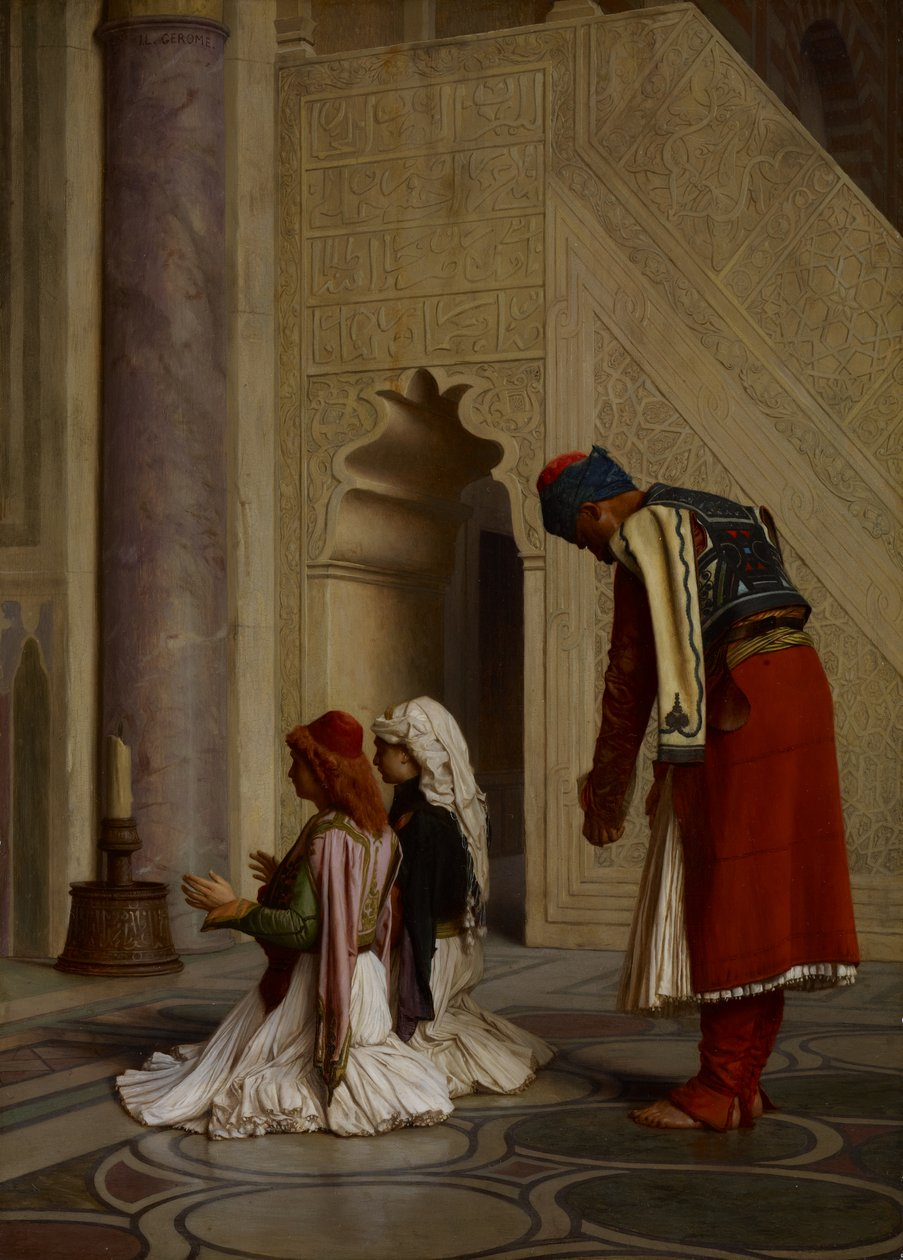
Griekse moslims bidden in de moskee (Jean Léon Gérôme, 1865)

De aanhangers van de islam in Griekenland kunnen in twee groepen worden ingedeeld: autochtone en allochtone moslims. Samen vormen zij een kleine minderheid, aangezien het overgrote deel van de gelovige Grieken aanhanger is van de Grieks-orthodoxe Kerk.
Tot deze religie behoren 140.000 mensen of 1,4% van de bevolking.
De autochtone moslims, met name Turken, Albanezen en Bulgaren (Pomaken), wonen voornamelijk in Thracië en Epirus. Zij vormen de officieel erkende moslimminderheid van Griekenland. Allochtone moslims zijn voornamelijk afkomstig uit Turkije, het Midden-Oosten en Afrika.
De eerste keer dat Griekenland in contact kwam met de islam was tijdens de verovering van het gebied door het Osmaanse rijk in de 14e eeuw. De meeste moslims in Griekenland zijn etnische Turken en Roma's. Verder zijn er in de 15e en 18e eeuw verschillende Grieken bekeerd tot de islam.